# أرنولد روج
أرنولد روج (بالألمانية: Arnold Ruge)‏ (13 سبتمبر 1802 - 31 ديسمبر 1880) فيلسوف ألماني وكاتب
سياسي، كان الأخ الأكبر لودفيغ روج، ولد في بيرغن عوف روجن، درس في هالي وجينا وهيدلبرغ، كان داعيا لألمانيا حرة وموحدة، شارك في تحريض الطلاب 24-1821، وسجن من 1824 إلى 1830.

## روابط خارجية
- أرنولد روج على موقع الموسوعة البريطانية (الإنجليزية)